# Halalaimus ponticus
Halalaimus ponticus is een rondwormensoort uit de familie van de Oxystominidae. De wetenschappelijke naam van de soort is voor het eerst geldig gepubliceerd in 1922 door Nikolai Nikolaievich Filipjev.